# Alfons Łosowski

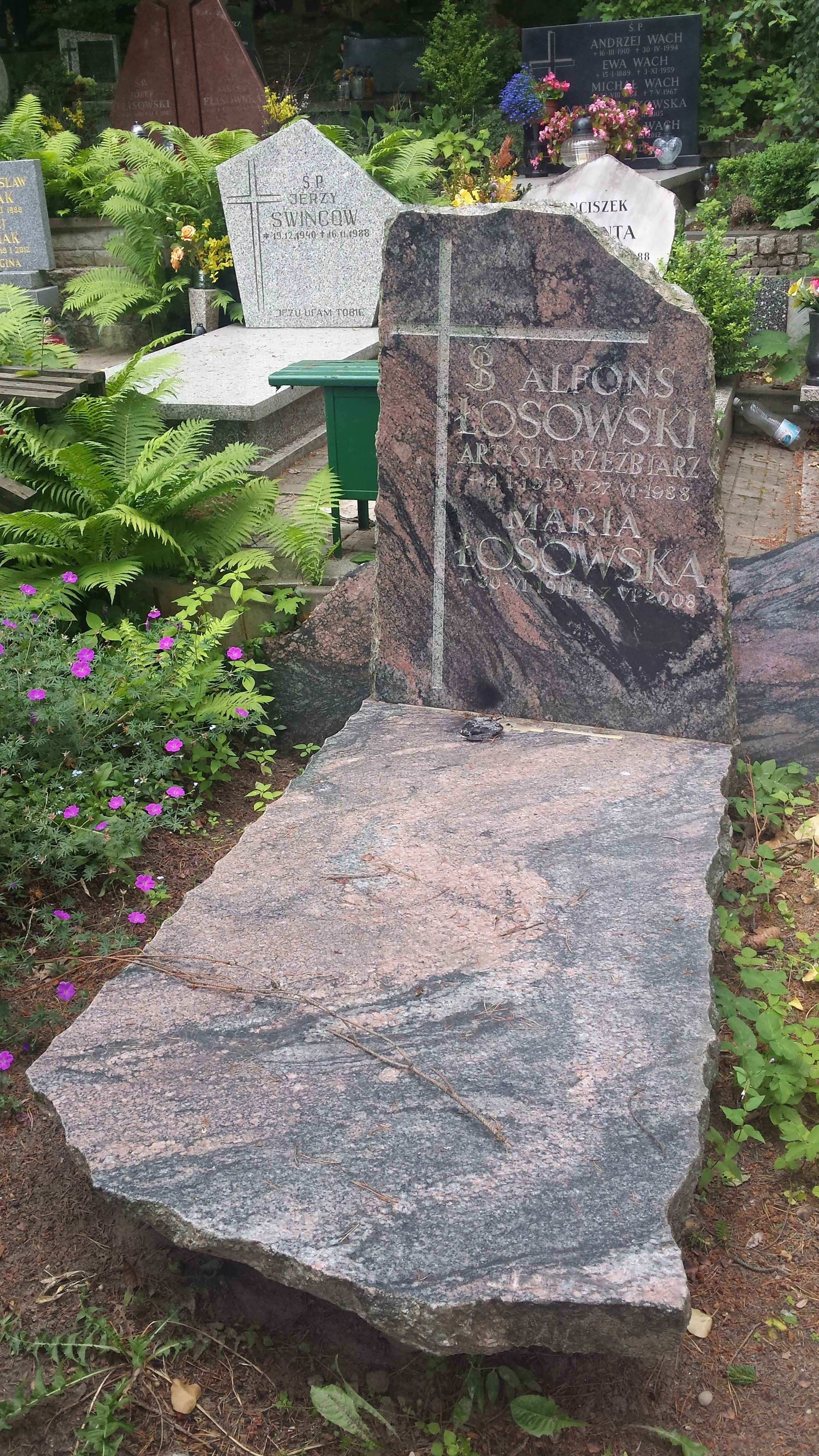
Grób Alfonsa Łosowskiego na Cmentarzu Srebrzysko

Alfons Łosowski (ur. 4 stycznia 1908 w Orkiewiczach k. Nowogródka, zm. 27 czerwca 1988 w Gdańsku) – polski rzeźbiarz, malarz, rysownik.

## Życiorys
Urodził się w 1908 roku we wsi Orkiewicze w powiecie Nowogródzkim (obecna Białoruś). Ukończył studia na Wydziale Sztuk Pięknych Uniwersytetu Stefana Batorego w Wilnie pod kierunkiem prof. Kuny, Mikėnasa i Alexandrowicza.
W czasie II wojny światowej żołnierz AK okręgu wileńskiego. Później żołnierz pułku zapasowego 1 Armii Wojska Polskiego.
Po demobilizacji, w roku 1945 osiedlił się w Gdańsku. W 1946 roku został konserwatorem zabytków (z prof. Janem Borowskim), do 1955 roku pracował nad rekonstrukcją najcenniejszych zabytków gdańskiej Starówki. Przywrócił do istnienia w oparciu o skromną, ocalałą dokumentację fotograficzną rzeźby, będące ozdobą fasad wielu słynnych kamienic. Od roku 1955 rozpoczął indywidualną pracę twórczą w swojej pracowni przy ul. Mariackiej 11/13. Rzeźbił w kamieniu (granit i bazalt) i drewnie (grusza, czereśnia, akacja, dąb, wiąz i jesion).
Był żonaty z Marią z domu Nielubszyc (1911–2008). Ich synem jest muzyk Sławomir Łosowski, lider zespołu Kombi.
Zmarł w Gdańsku, pochowany 1 lipca 1988 na cmentarzu Srebrzysko (rejon I, kwatera POL I-4-23).

## Rzeźby i ich lokalizacja

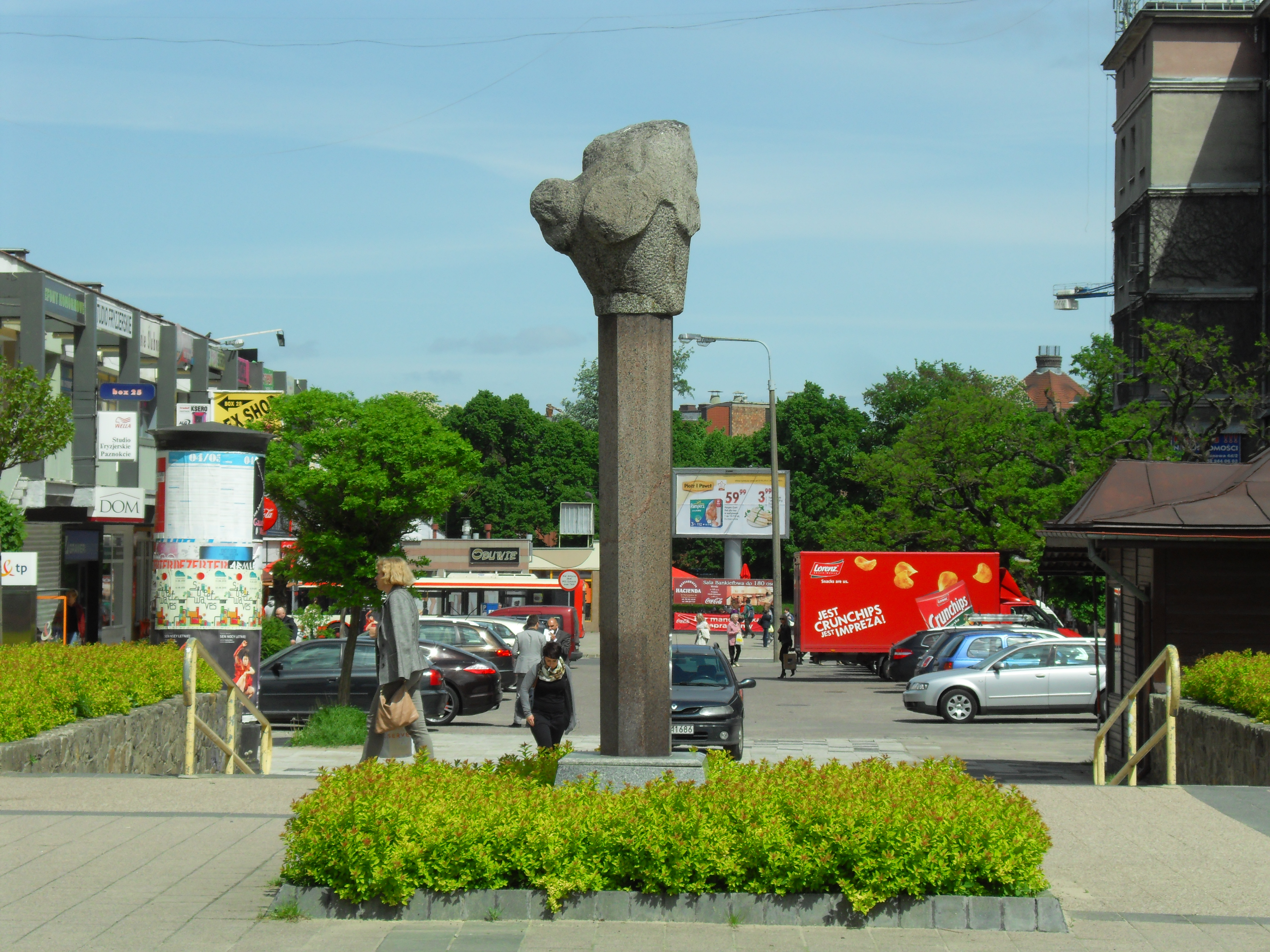
Pomnik „Legenda Norwidowi” w centrum Wrzeszcza

Niektórym rzeźbom z różnych względów zmieniono pierwotną lokalizację
- Berlin, Treptower Park: „Rybaczka” – granit
- BWA w Sopocie: „Egzotyczna” – granit
- OPZZ w Warszawie: „Głowa robotnicy” – granit czerwony
- Dyrekcja PKP: „Pantera” – gips patynowany
- Gdańsk – Park Oliwski: popiersia książąt pomorskich Mszczuja i Świętopełka
- Gdańsk – plac przy bazylice Mariackiej: „Marabut” – granit
- Gdańsk – plac przy restauracji Crystal: „Legenda (Norwidowi)” – granit
- Gdańsk – plac przy Wielkim Młynie: „Korweta” – granit
- Gdańsk – na terenie miasta: „Mors” – granit
- Gdańsk – na terenie miasta: „Ryba” – granit
- Gdańsk – na terenie miasta: „Abstrakcja” – granit szary
- Gdańsk – na terenie miasta: „Centaur” – granit jasny
- Gdańsk – na terenie miasta: „Królewicz” – granit szary
- Gdańsk – na terenie miasta: „Lotos” – granit szary
- Gdańsk – na terenie miasta: „Foka” – granit czerwony
- Gdańsk – na terenie miasta: „Mamut” – granit czerwony
- Gdańsk – na terenie miasta: „Ptak” – granit szary
- Gdańsk – na terenie miasta: „Rytm” – granit szary
- Gdańsk – na terenie miasta: „Zwierz” – granit jasny
- Gdańskie Towarzystwo Przyjaciół Sztuki: „Bona” – granit czarny
- Gdańskie Towarzystwo Przyjaciół Sztuki: „Głowa dziewczynki” – granit jasny
- Gdańsk – obok hotelu Heweliusz: „Abstrakcja” – granit
- Gdańsk – obok hotelu Heweliusz: „Macierzyństwo” – granit
- Gdańsk – obok hotelu Heweliusz: „Kobieta w ciemnej chustce” – granit ciemny
- Gdańsk – obok hotelu Heweliusz: „Kompozycja” – granit czerwony
- Gdańsk – obok hotelu Heweliusz: „Kompozycja” – granit szary
- Gdańsk – obok hotelu Heweliusz: „Portret rybaczki” – granit czarny
- Gdańsk – obok hotelu Heweliusz: „Zgoda” – granit szary
- Hotel Heweliusz w Gdańsku: „Dziwa” – wiąz
- Hotel Heweliusz w Gdańsku: „Arlekin” – wiąz
- Hotel Heweliusz w Gdańsku: „Wiosna” – wiąz
- Hotel Novotel w Gdańsku: „Dary Morza” – granit
- Hotel Posejdon w Gdańsku: „Kolumna” – dąb
- Hotel Posejdon w Gdańsku: „Kompozycja” – dąb
- Hotel Posejdon w Gdańsku: „Magda” – granit
- Hotel Posejdon w Gdańsku: „Mandryl” – granit czerwony
- Hotel Posejdon w Gdańsku: „Matylda” – granit
- Hotel Posejdon w Gdańsku: „Meduza” – wiąz
- Hotel Posejdon w Gdańsku: „Medytacja” – granit czerwony
- Hotel Posejdon w Gdańsku: „Narodziny” – granit
- Hotel Posejdon w Gdańsku: „Sowy” – kasztan
- Gdańsk – figura Zygmunta Augusta z wieży Ratusza Głównego Miasta
- Gdańsk – pomnik na Cmentarzu Żołnierzy Radzieckich (wklęsła ściana z reliefowymi tablicami)
- Jastrzębia Góra – teren miasta: (3 rzeźby)
- Ministerstwo Kultury i Sztuki: „Dziecko w przedszkolu” – gips patynowany
- Ministerstwo Kultury i Sztuki: „Lwica” – granit
- Ministerstwo Kultury i Sztuki: „Młoda konstruktorka” – gips patynowany
- Ministerstwo Kultury i Sztuki: „Portret Doktora” – granit zielony
- Muzeum Narodowe w Gdańsku: „Eurazja” – grusza
- Muzeum Narodowe w Gdańsku: „Głowa Tarpana” – granit szary
- Muzeum Narodowe w Gdańsku: „Portret dziewczynki” – granit
- Muzeum Narodowe w Gdańsku: „Tors” – granit
- Muzeum Narodowe w Warszawie: „Maria” – granit
- Muzeum rybackie (?): „Rybak” – granit
- Muzeum Sztuki Współczesnej w Szczecinie: „Kompozycja” – dąb czarny
- Muzeum Śląska Opolskiego: „Indonezja” – granit jasny
- Muzeum Śląska Opolskiego: „Lew Morski” – granit jasny
- Muzeum w Elblągu: „Dalila” – lipa
- Muzeum w Elblągu: „Kaszubka” – granit
- Pruszcz Gdański – Szkoła Podstawowa im. M. Kopernika: „Kopernik” – jesion
- Bydgoszcz – szpital: „Macierzyństwo” – granit
- Bydgoszcz – szpital: „Portret dziewczyny” – granit
- Bydgoszcz – szpital: „Ryba” – granit
- Szwecja – Grenen Musset, Axel Lind Kulturfonden: „Forma” – dąb czarny
- Sopot – I LO: „Maria Curie Skłodowska” – płaskorzeźba
- Urząd Miejski w Gdańsku: „Kasia” – granit
- Urząd Miejski w Gdańsku: „Łeb Mamuta” – granit
- Urząd Miejski w Gdańsku: „Portret Afrykanki” – granit czarny
- Urząd Miejski w Gdańsku: „Ptak” – granit czarny
- Urząd Miejski w Sopocie: „Studentka” – granit czarny
- Urząd Wojewódzki w Gdańsku: „Akt” – wiąz
- Urząd Wojewódzki w Gdańsku: „Głowa” – granit
- Urząd Wojewódzki w Gdańsku: „Przodek” – granit
- Urząd Wojewódzki w Gdańsku: „Ryba” – granit czerwony
- Urząd Wojewódzki w Gdańsku: „Wierka” – granit szary

Zbiory prywatne w kraju i za granicą
„Portret dziadka” – granit, „Wietnamka” – granit, „Afrykanka” – granit, „Portret kamieniarza” – granit, „Skupiona” – granit, „Turkmen” – granit, „Diana” – marmur, „Nadąsana” – granit, „Portret Bachusa” – granit, „Małpiszon” – granit, „Foka” – granit, „Krzyk” – granit, „Żaba” – granit, „Zwierz” – granit, „Sowa” – granit, „Dostojna” – granit, „Chłopiec” – granit, „Studentka” – granit, „Portret dziewczyny” – granit, „Głowa Chrystusa” – dąb, „Ręka” – dąb, „Błękitna” – lipa, „Modna” – orzech, „Kompozycja” – grusza, „Wicher” – dąb czarny, „Akt” – lipa, „Sowa” – jawor, „Byczek” – grusza, „Afganka” – cis, „Rodzina” – sosna, „Patriarcha” – dąb czarny, „Kompozycja” – jałowiec, „Kompozycja” – cis, „Victoria” – grusza, „Harmonia” – kasztan, „Otwarta” – grusza, „Głowa” – brzoza.
Zbiory rodzinne
30 rzeźb w granicie i 190 rzeźb w drewnie, w tym w byłej pracowni przy ul. Mariackiej 11/13 w Gdańsku: 2 granity i około 30 rzeźb w drewnie.

## Wystawy
indywidualne
- 1960 – Sopot, Galeria sztuki CBWA
- 1963 – Gdańsk, Galeria Sztuki w Ratuszu
- 1964 – Gdańsk, Galeria sztuki współczesnej
- 1966 – Gdańsk, Dwór Artusa i Sień Gdańska
- 1969 – Gdańsk, Dwór Artusa i Sień Gdańska
- 1973 – Elbląg, Galeria El
- 1978 – Elbląg, Muzeum w Elblągu
- 1978 – Sopot, Galeria Sztuki BWA

ważniejsze wystawy zbiorowe
- 1954 – Warszawa, wystawa „Człowiek i praca”
- 1960 – Warszawa, Wystawa 15 lecia Polskiego Dzieła Plastycznego w Muzeum Narodowym
- 1963 – Haga, Międzynarodowa Wystawa Rzeźby
- 1972 – Berlin, Wystawa rzeźby w Treptower Park
- 1974 – Gdańsk, Wystawa rzeźby „Port Północny w sztuce”
- 1974 – Gdańsk, Ogólnopolski plener rzeźby animalistycznej
- 1974 – Rostock, Międzynarodowa wystawa rzeźby
- 1955–1977 – Okręgowe i ogólnopolskie wystawy organizowane przez Związek Polskich Artystów Plastyków

## Ordery i odznaczenia
- Krzyż Kawalerski Orderu Odrodzenia Polski (1972)
- Odznaka 1000-lecia Państwa Polskiego (1966)
- Odznaka honorowa „Zasłużonym Ziemi Gdańskiej” (1972)
- Odznaka honorowa „Za działalność dla miasta Gdańska” (1971)
- Odznaka honorowa „Za zasługi dla Gdańska” (1966)
- Honorowy Medal WRN za działalność kulturalną (1971)
- Medal „X Wieków Gdańska” (1966)

## Nagrody i wyróżnienia
- 1949 – Wyróżnienie Ministerstwa Kultury i Sztuki („Portret robotnicy” – gips)
- 1950 – Wyróżnienie Ministerstwa Kultury i Sztuki („Młoda konstruktorka” – gips patynowany)
- 1954 – Wyróżnienie na wystawie „Człowiek i praca”
- 1964 – Wyróżnienie Centralnej Rady Związków Zawodowych („Monika”)
- 1963 – III nagroda na wystawie „Człowiek i praca” („Głowa pływaczki” – granit)
- 1963 – Nagroda za działalność artystyczną przyznana przez Zarząd Okręgu ZPAP w Gdańsku
- 1964 – Nagroda za działalność artystyczną przyznana przez Zarząd Okręgu ZPAP w Gdańsku
- 1967 – III nagroda w konkursie na projekt pomnika upamiętniającego Krzyżacką rzeź Gdańska w 1308 r.
- 1967 – „Gdańszczanin Roku 1967” w plebiscycie czytelników „Wieczoru Wybrzeża”
- 1973 – Nagroda Miasta Gdańska w Dziedzinie Kultury „Splendor Gedanensis”[4]
- 1983 – Nagroda Miasta Gdańska w Dziedzinie Kultury „Splendor Gedanensis”[4]